# Frederik Wilhelm Willemoes
Frederik Wilhelm Willemoes (12. juni 1778 på gården Minendal, Tanderup Sogn, Fyn – 25. maj 1860 på Frederiksberg) var en dansk læge, bror til Joachim Godske Willemoes, Peter Willemoes og Martin Willemoes-Suhm.
Han var ældste søn af kammerråd Christen Willemoes, daværende forvalter ved Grevskabet Wedellsborg, senere amtsforvalter, først i Assens og sidst (fra 1796) i Odense (1736-1818) og hustru Christiane Drejer (1754-1832).
Han fik først undervisning hjemme og siden af præsten på Avernakø Mathias Dahlstrøm, kom 1794 i Frederiksborg Skole, hvorfra han i 1795 blev dimitteret til Universitetet. Han studerede medicin, blev 1799 amanuensis hos arkiater Aastov og samme år alumne på Borchs Kollegium og blev 1801 cand.med. Samme år blev Willemoes kandidat på Frederiks Hospital og disputerede i 1803 for den medicinske doktorgrad. I 1804 var han på videnskabelig rejse i England og Skotland, blev 1807 reservemedikus ved Frederiks Hospital, 1808 landfysikus i Viborg, 1817 stiftsfysikus i Aarhus og virkelig justitsråd. I 1844 fik han sin afsked i nåde og med pension og blev udnævnt til etatsråd. Han boede siden i København.
Han blev gift med Mariane Elise Hillerup (døbt 9. august 1791 i Aalborg - 25. marts 1861 på Frederiksberg), datter af justitsråd Niels Hillerup til Børglum Kloster i Vendsyssel og Elisabeth Dyssel. 